# الکساندر کوچین
الکساندر کوچین (روسی: Александр Степанович Кучин؛ 1888 – ح. ۱۹۱۳ (۲۴−۲۵ سال)) اقیانوس‌نگاری اهل امپراتوری روسیه بود.